# Zheng Chuanqi
Zheng Chuanqi (chiń. 郑传奇; ur. 8 marca 1984 w Anhui) – chiński wioślarz, reprezentant Chińskiej Republiki Chińskiej w wioślarskiej ósemce podczas Letnich Igrzysk Olimpijskich w Pekinie.

## Osiągnięcia
- Mistrzostwa Świata – Mediolan 2003 – czwórka bez sternika – 17. miejsce[1].
- Mistrzostwa Świata – Eton 2006 – czwórka podwójna – 13. miejsce[1].
- Mistrzostwa Świata – Monachium 2007 – ósemka – 7. miejsce[1].
- Igrzyska Olimpijskie – Pekin 2008 – ósemka – 7. miejsce[2].